# Střední vrch
Střední vrch (něm. Mittenberg) je výrazná čedičová kupa o nadmořské výšce 594 metrů, ležící asi 1 km severovýchodně od Dolního Prysku v Klíčské hornatině Lužických hor, v okrese Česká Lípa. Byl přezdívaný Mattterhorn podle svého vzhledu.

## Bližší popis
Na skalnatém vrcholku jsou strmé stěny z čedičových sloupců, pod nimi jsou rozsáhlá suťová pole. V suti rostou vzácná druhy mechů a kapradin. Vrcholek je obtížně přístupný pouze strmou pěšinou v suťovém poli. Odbočka z naučné stezky je vyznačená modře. Z vrcholu jsou dílčí kruhové výhledy na České středohoří, Lužické hory a Labské pískovce.